# Arhiv Za Higijenu Rada I Toksikologiju
Das Arhiv Za Higijenu Rada I Toksikologiju (engl. Archives of Industrial Hygiene and Toxicology), abgekürzt Arh. Hig. Rada. Toksikol., ist eine wissenschaftliche Fachzeitschrift, die vom "Institute for Medical Research and Occupational Health" in Zagreb veröffentlicht wird. Derzeit erscheint die Zeitschrift mit vier Ausgaben im Jahr. Es werden Arbeiten aus den Bereichen der Arbeitsmedizin und der Toxikologie veröffentlicht.
Der Impact Factor lag im Jahr 2015 bei 0,971. Nach der Statistik des ISI Web of Knowledge wird das Journal mit diesem Impact Factor in der Kategorie Public Health und Umwelt- und Arbeitsmedizin an 129. Stelle von 162 Zeitschriften und in der Kategorie Toxikologie an 78. Stelle von 87 Zeitschriften geführt.